# Katharina Behrend
Katharina Eleonore Behrend, född 22 juli 1888 i Leipzig, död 15 november 1973 i Haag, var en tysk-nederländsk fotograf, känd för bilder i ett stort antal skilda genrer.

## Biografi
Katharina Behrend föddes i Leipzig som dotter till kemiprofessorn Robert Behrend, men familjen flyttade senare till Hannover.
Behrend förde noggranna anteckningar om de fotografier hon tog från år 1904 med sin fars 9 x 12 cm kamera, med uppgifter om exponeringstid, bländare, plats och namnen på de personer som finns på bilden. Då hon började använda en Zeiss Ikon Ikonta år 1930 upphörde hon att föra detaljerade anteckningar om varje bild.
Behrends verk finns numera arkiverat på Nederlands Fotomuseum i Rotterdam. Bilderna från 1904 till 1913 täcker den tid då familjen bodde i Hannover medan de från 1913 till 1929 skildrar hennes liv i Nederländerna, sedan hon 1913 hade gift sig med Arie Haentjens, direktör för ett företag som tillverkade ångmaskiner i Leiden. Åren 1916 och 1921 föddes deras två döttrar.
Omkring 900 negativ av hennes fotografier finns på museet. Vid sidan av fotografier av hennes familj och vänner, finns bilder från Algeriet (1905–1906), bland annat från tempelruinerna vid Timgad och från hennes mans fabrik (1913–1915). Hon var en engagerad förespråkare för den tyska rörelsen för Freikörperkultur och det finns flera fotografier av henne själv och hennes vänner nakna (1910–1911), vilket då var ovanligt..